# Gary Webb
Gary Webb   (Corona, 31 d'agost de 1955 - Carmichael, 10 de desembre de 2004) va ser un periodista d'investigació estatunidenc.

## Biografia
Va començar la seva carrera treballant a diaris de Kentucky i Ohio, va guanyar nombrosos premis i va forjar-se una reputació de periodista d'investigació. Contractat pel San Jose Mercury News, Webb va contribuir a la cobertura del terratrèmol de Loma Prieta, treball guanyador del premi Pulitzer que va ser publicat pel diari.
Webb és conegut sobretot per la seva sèrie d'articles titulada «Dark Alliance», que va aparèixer a The Mercury News el 1996. La sèrie examinava els orígens de la venda de crac a Los Angeles i afirmava que membres de la Contra de Nicaragua havien desenvolupat un rol important en la introducció de la droga als Estats Units d'Amèrica i havien utilitzat els beneficis del narcotràfic per a finançar la compra d'armament per a la lluita contra la Revolució Sandinista. A més, també afirmava que la Contra havia actuat amb el coneixement, la protecció i la connivència de l'Agència Central d'Intel·ligència (CIA). La sèrie va provocar indignació, sobretot en la comunitat afroamericana de Los Angeles atesos els greus problemes socials i de salut pública que l'«epidèmia de crac» hi originava.
Los Angeles Times i altres diaris importants van publicar articles que suggerien que les afirmacions sobre la «Dark Alliance» eren inexactes o exagerades. Webb va plegar de The Mercury News el desembre de 1997, es va convertir en investigador de la Legislatura de l'estat de Califòrnia, va publicar un llibre basat en la sèrie «Dark Alliance» el 1998 i va fer informes d'investigació com a freelance. Es va suïcidar el 10 de desembre de 2004 en estranyes circumstàncies.
La pel·lícula Mateu el missatger (2014) es basa en el llibre Dark Alliance de Webb i la biografia de Webb escrita per Nick Schou. L'actor Jeremy Renner hi interpreta Webb.